# (16503) Ayato
(16503) Ayato est un astéroïde de la ceinture principale.

## Description
(16503) Ayato est un astéroïde de la ceinture principale. Il fut découvert le 15 octobre 1990 à Geisei par Tsutomu Seki. Il présente une orbite caractérisée par un demi-grand axe de 2,31 UA, une excentricité de 0,25 et une inclinaison de 22,2° par rapport à l'écliptique.

## Compléments